# Торп, Иан
И́ан Джеймс Торп (англ. Ian James Thorpe, 13 октября 1982, Сидней, Австралия) — австралийский пловец, 5-кратный олимпийский чемпион и многократный чемпион мира, экс-рекордсмен мира на дистанциях 200, 400 и 800 метров вольным стилем (рекордом на 400-метровке Торп владел непрерывно 10 лет без одного месяца). По оценкам специалистов, техника вольного стиля Иана Торпа считается одной из наиболее совершенных. Обладатель наибольшего количества золотых олимпийских медалей в истории Австралии среди всех мужчин. «Молодой австралиец года» (2000).

## Биография
Иан Джеймс Торп родился 13 октября 1982 года в Сиднее, Австралия в семье садовника и учительницы.
Иан рос обычным ребёнком. Он общался с друзьями, ездил на отдых с родителями, смотрел мультфильмы, играл в крикет, регби и футбол. Отец, в прошлом известный крикетист, хотел, чтобы Иан пошел по его стопам. Но недостаточно развитая координация движений не принесла результатов в этом занятии.
Старшая сестра Иана Кристина занималась плаванием. Мальчик заинтересовался и в возрасте 8 лет решил составить ей компанию. Родители не были удивлены его решением, ведь в Австралии плавание является одним из самых популярных видов спорта.
В первое время Иану приходилось нелегко, так как у него была обнаружена аллергия на хлор и он плавал с зажимом на носу. В конечном счёте Иан преодолел это препятствие и в 9 лет выиграл свою первую медаль.
В 1997 году в возрасте 14 лет Торп был приглашён в национальную сборную. Его выбрали в качестве представителя Австралии на соревнованиях в японской Фукуоке в Тихом океане. Иан улучшил своё личное время на 6 сек, показав 3:53:44 в заплыве на 400 м. Этот заплыв стал его первым главным достижением в плавании. Единственное, что сказал Иан после победы: «Я удивлён!».
В мае 1998 года на чемпионате мира в Перте он «достиг совершеннолетия» в бассейне, выиграв золото в заплыве на 400 м вольным стилем и в эстафете 4×200 м в команде с Майклом Климом, Грэнтом Хакеттом и Даниэлем Ковальски. Иан и Майкл Клим показали одинаковое время — 1:47:67, которое было на 3 секунды короче, чем бывшее лучшее время Торпа. Таким образом, Иан стал самым молодым в истории пловцом, завоевавшем титул чемпиона мира. В честь этого события на дорожке чемпионов в Водном центре среди таких имён, как Кирен Перкинс и Сьюзи О’Нилл, была заложена мемориальная доска с именем Торпа.
В сентябре Иан выиграл 4 золотых медали в Играх Содружества Наций. Здесь, в Куала-Лумпуре (Малайзия) за Иана болел его друг — лечившийся от рака мальчик по имени Майкл Уильямс. Для Иана храбрость Майкла была лучшим вдохновением в этих соревнованиях.
В том же году Торп был назван «Австралийцем года» среди молодёжи. О нём писали: «Он уверен, умён, честолюбив и необычайно чётко формулирует свои мысли». Иан стал национальным героем Австралии.
На XXVII Олимпийских играх 2000 года в Сиднее, родном городе Иана, он определённо был фаворитом (в связи с подготовкой к соревнованиям, Торп даже был вынужден оставить на время школу, где учился в десятом классе). Олимпийский комитет разрешил использовать специальные плавательные костюмы и для Иана такой костюм был сшит из материала «быстрая кожа», разработанного специально для американского водного десанта. Иан оправдал ожидания своих болельщиков, пополнив копилку австралийской сборной тремя золотыми и двумя серебряными медалями.
После Олимпиады популярность Иана стала ещё больше. Многие компании подписали с ним контракты. Иан рекламировал такие известные марки как «Adidas», «Coca Cola», «Omega». Как и многие богатые люди, часть своих денег он переводил на благотворительность в «Thorpe Fountain for Youth Trust», помогающий больным детям.
На чемпионате Австралии в 2001 году в Хобарте Иан был первым на всех четырёх дистанциях, в которых участвовал — 100, 200, 400 и 800 м. Подобное удавалось лишь Джону Конрадсу в 1959 году. На двух дистанциях из четырёх — 200 м и 800 м — Торп установил новые мировые рекорды — 1.45,35 и 7.41,59. Таким образом, Иан имел на своём счёту уже 13 высших достижений планеты.
В 2001 году на чемпионате мира по водным видам спорта в японской Фукуоке мир был потрясён успехами Торпа в очередной раз (в этом городе 4 года назад Иан весьма успешно дебютировал на своих первых международных соревнованиях). Австралиец стал первым человеком, выигравшем шесть золотых медалей (три — за индивидуальные заплывы (200, 400, 800 метров) и три — за эстафеты) на чемпионате такого рода.
В 2004 году на Олимпийских играх в Афинах Торп выиграл 2 золотые, 1 серебряную и 1 бронзовую медаль, став, таким образом, вторым пловцом года после американца Майкла Фелпса.

## Завершение карьеры
После игр в Афинах Торп взял паузу в год. В 2006 году он квалифицировался на Игры Содружества, но пропустил их. Затем, после череды травм, болезней, наступила потеря мотивации. В 2007 году спортсмен заявил об уходе из большого спорта, хотя в интервью он отмечал, что не представляет себе жизнь без регулярных тренировок.
В начале февраля 2011 года, спустя почти 5 лет после ухода, Торп объявил о своём возвращении в спорт с тем, чтобы попытаться отобраться на Олимпийские игры 2012 года в Лондоне. При выборе тренера он остановился на кандидатуре Геннадия Турецкого. После чемпионата мира 2009 года пловцы-мужчины уже не имели права выступать в полных плавательных костюмах, к которым привык Торп, -  теперь ему пришлось выступать в плавках. В итоге, показав на отборе 1.49.93 на 200 м, Иэн занял только 12-е время и не отобрался в команду.
Награждён медалью ордена Австралии.

## Личная жизнь
Первый раз пресса задала вопрос об ориентации спортсмена, когда ему было 15 лет. Затем это стали вспоминать постоянно, но Торп все отрицал, в том числе в своей автобиографии 2012 года.  В 2014 году он сообщил о своей гомосексуальности, а также выразил надежду найти вторую половину и завести детей.

## Личные рекорды
- 100 м вольный стиль: 48,56
- 200 м вольный стиль: 1:44,06 (мировой рекорд, июль 2001, Фукуока, побит в марте 2007 года Майклом Фелпсом)
- 400 м вольный стиль: 3:40,08 (мировой рекорд, июль 2002, Манчестер, побит в июле 2009 года Паулем Бидерманом)
- 800 м вольный стиль: 7:39,44 (мировой рекорд, июль 2001, Фукуока, был побит в июле 2005 года Грантом Хэкеттом)
- 200 м комплексное плавание: 1:59,66